# Purwakarta
Purwakarta – miasto w Indonezji na wyspie Jawa w prowincji Jawa Zachodnia, ok. 80 km na południowy wschód od Dżakarty; 227 tys. mieszkańców (2006).
Ośrodek handlowy regionu rolniczego (uprawa ryżu, herbaty, kauczukowca); w pobliżu zapora Jatiluhur na rzece Tarum z największą w kraju elektrownią wodną o mocy 290 MW.